# Ten Cents a Dance (1931)
Ten Cents a Dance (bra: A Vida é uma Dança) é um filme pre-Code estadunidense de 1931, do gênero drama romântico, dirigido por Lionel Barrymore, estrelado por Barbara Stanwyck, e co-estrelado por Ricardo Cortez, Monroe Owsley e Sally Blane. O roteiro de Jo Swerling e Dorothy Howell foi baseado na canção homônima de 1930, de Lorenz Hart e Richard Rodgers, que toca na abertura do filme. A produção também foi feita em uma versão espanhola, intitulada "Carne de Cabaret", dirigida por Christy Cabanne.
A trama retrata a história de uma dançarina casada que se apaixona por um de seus clientes.

## Sinopse
Uma bela e inteligente dançarina chamada Barbara O'Neill (Barbara Stanwyck) trabalha em um salão de dança de Nova Iorque chamado Palais de Dance. Bradley Carlton (Ricardo Cortez), um dos clientes ávidos de Barbara – e também um dos patronos ricos do salão de dança – chega ao salão e dá a Barbara US$ 100. Preocupada com seu amigo e vizinho desempregado Eddie Miller (Monroe Owsley), Barbara pede a Bradley que lhe dê um emprego, e ele concorda. Naquela noite, os dois jantam juntos.
Quando Barbara chega em casa, Eddie está arrumando as malas; com a falta de emprego, ele se torna incapaz de pagar o aluguel. Barbara dá a ele os US$ 100 que recebeu de Bradley e conta sobre o emprego que arranjara para ele. Mais tarde, Eddie e Barbara se encontram no parque e percebem que estão apaixonados. Na noite seguinte, no salão de dança, Barbara ganha um vestido novo, mas fica desapontada ao ver que foi um presente de Bradley. Eddie, extasiado, chega ao salão de dança e pede Barbara em casamento. Barbara aceita sua proposta e então deixa o emprego.
Cinco meses depois, Eddie encontra seus velhos amigos Ralph (David Newell) e Nancy Clark (Martha Sleeper), e não revela que agora é casado. Eles jogam cartas juntos e Eddie perde US$ 240, algo que ele esconde de Barbara. Quando Barbara pergunta onde ele estava, ele diz que estava em uma convenção. Mais tarde, Eddie retorna e encontra o aluguel e utilitários vencidos porque gastou todo o seu salário jogando. Enquanto isso, Barbara retorna ao trabalho no salão de dança, onde vê Bradley ocasionalmente.
Mais tarde, Barbara retorna para casa e encontra Eddie arrumando suas malas. Admitindo que roubou US$ 5.000 do escritório de Bradley, ele diz que perdeu todo o dinheiro em apostas e jogos. Eles, então, embarcam em uma série de brigas e desavenças, colocando seu casamento em risco.

## Elenco
- Barbara Stanwyck como Barbara O'Neill
- Ricardo Cortez como Bradley Carlton
- Monroe Owsley como Eddie Miller
- Sally Blane como Molly
- Blanche Friderici como Sra. Blanchard
- Martha Sleeper como Nancy Clark
- David Newell como Ralph Clark
- Victor Potel como Smith
- Sidney Bracey como Wilson
- Abe Lyman e Orquestra
- Aggie Herring como Sra. Carney
- Harry Todd como Sr. Carney
- Phyllis Crane como Eunice
- Olive Tell como Mrs Carlton
- Al Hill como Jones
- Pat Harmon como Casey

Fonte:

## Produção
O filme ganhou uma versão em espanhol, dirigida por Christy Cabanne, e estrelada por Lupita Tovar, Ramón Pereda e René Cardona.